# Aeroporto Internazionale di Tampico
L'aeroporto Internazionale di Tampico (in spagnolo Aeropuerto Internacional de Tampico), ufficialmente Aeroporto Internazionale Generale Francisco Javier Mina (spagnolo: Aeropuerto Internacional General Francisco Javier Mina), è un aeroporto che serve la città messicana di Tampico, nello stato di Tamaulipas.
Da qui è partito il primo volo commerciale messicano verso Città del Messico. L'aeroporto è il secondo aeroporto più importante del nord-est del Paese dopo quello di Monterrey.